# Petit Comic
Petit Comic (プチコミック Puchi Komikku?) es una revista antológica de manga japonesa de género josei publicada por Shōgakukan, dirigida a jóvenes con 18 años o más. Muchas de las series publicadas en la antología son de tipo románticas y algunas conocidas particularmente por presentar de forma cruda situaciones sexuales. Comúnmente se le conoce a esta revista con la forma abreviada PuchiComi.

## Series y mangaka que publicados en Petic Comic
- Motoko Mori
  - Amaku Minnayo!
- Chie Shinohara
  - Kioku no Ashiato
- Yuki Yoshihara
  - Darling wa Namamono ni Tsuki
- Akemi Yoshimura
  - Bara no Tame ni
  - Kirinkan Graffiti
- Ohmi Tomu
  - Midnight Secretary